# Werner Wägelin
Werner Wägelin (* 7. August 1913 in Zürich; † 28. Februar 1991 ebenda) war ein Schweizer Radrennfahrer.
Werner Wägelin war als Radsportler von Mitte der 1930er Jahre bis Mitte der 1940er Jahre aktiv. Viermal – 1932, 1933, 1935 und 1936 – wurde er Schweizer Meister im Sprint der Amateure. 1936 startete er im Sprint bei den Olympischen Spielen in Berlin und schied im Viertelfinal gegen den Italiener Benedetto Pola aus. In der Mannschaftsverfolgung wurde das Team der Schweiz mit Walter Richli, Werner Wägelin, Ernst Fuhrimann und Albert Kägi auf dem 6. Rang klassiert.
Anschliessend wurde Wägelin Berufsfahrer. 1939 startete er bei der Deutschland-Rundfahrt und platzierte sich bei Etappen mehrfach auf vorderen Rängen. Dreimal – 1939, 1941 und 1942 – fuhr er die Tour de Suisse, kam aber nur bei seinem letzten Start im Jahre 1942 ins Ziel, als 39. und Letzter. 1944 errang er den Schweizer Sprinttitel der Profis. 1946 belegte er bei der nationalen Meisterschaft im Steherrennen Rang zwei.